# Francesco Morlacchi
Francesco Giuseppe Baldassarre Morlacchi (1784-1841) là nhà soạn nhạc người Ý. Ông là tác giả của 12 vở opera. Ông được Giáo hoàng Leo XII trao tặng Huân chương Hiệp sĩ bằng vàng.